# Andi Niessner
Pour les articles homonymes, voir Niessner.
Andreas "Andi" Niessner né le 25 février 1967 à Munich est un réalisateur allemand.

## Biographie
Après l'arrêt de ses études d'économie en 1986 et un an de service civil, Niessner commence à travailler en tant que producteur de comédies musicales. En 1996, il étudie à l'université de télévision et de cinéma de Munich et tourne des publicités. Après la réalisation de quelques courts métrages, il passe au long avec le téléfilm Un conte de Noël en 2002.

## Filmographie sélective
Téléfilms
- 2002 : Un conte de Noël
- 2003 : Au secours, papa a seize ans !
- 2005 : Der Bergpfarrer 2 – Heimweh nach Hohenau
- 2007 : Les Contes de Grimm : Le Nain Tracassin
- 2008 : Dörte’s Dancing
- 2009 : L'Amour au bout du chemin
- 2009 : Comme un livre ouvert
- 2009 : L'Art d'aimer
- 2010 : Die grünen Hügel von Wales
- 2011 : Marie X
- 2011 : Für immer 30
- 2012 : Willkommen in Kölleda
- 2015 : Guerre froide sous les tropiques

## Source de la traduction
- (de) Cet article est partiellement ou en totalité issu de l’article de Wikipédia en allemand intitulé « Andi Niessner » (voir la liste des auteurs).